# 時雨 (白露型駆逐艦)
時雨（しぐれ）は、日本海軍の白露型駆逐艦2番艦である。日本海軍の艦船名としては1906年（明治39年）竣工の神風型駆逐艦 (初代)・時雨に続いて2隻目。第二次上海事変・珊瑚海海戦、ミッドウェー海戦、第三次ソロモン海戦、ベラ湾夜戦、第一次・第二次ベララベラ海戦、ニュージョージア島の戦い、ブーゲンビル島沖海戦、マリアナ沖海戦、レイテ沖海戦などを歴戦。『呉の雪風、佐世保の時雨』と呼ばれ、海軍史研究者で米元海軍少将サミュエル・モリソンは自著で時雨を「幸運艦」「不滅艦」と記した。1945年（昭和20年）1月24日、輸送船護衛中にマレー半島近海で米潜水艦に撃沈された。

## 艦歴
白露型駆逐艦2番艦・時雨は、旧式化した峯風型駆逐艦羽風、島風の代艦として建造された。
浦賀船渠で1933年（昭和8年）12月9日に起工。12月15日、建造中の駆逐艦3隻にそれぞれ白露（シラツユ）、時雨（シグレ）、村雨（ムラサメ）の艦名が与えられた。当時、有明・夕暮・白露・時雨・村雨・夕立・春雨は『有明型駆逐艦』に類別されていたが、諸事情により有明・夕暮は初春型駆逐艦に類別され、新たに『白露型駆逐艦』が新設されている。
1935年（昭和10年）5月18日進水。1936年（昭和11年）9月7日に竣工。横須賀鎮守府籍。
同年10月上旬、北海道で陸軍特別大演習が実施されるにあたり、昭和天皇は戦艦比叡を御召艦として横須賀から北海道へ向かう。この時、竣工したばかりの白露型2隻（時雨、白露）は御召艦「比叡」の供奉艦に指定される。2隻は9月24日（横須賀港）から9月26日室蘭市の室蘭港まで同艦と天皇を警護した。10月9日13時30分、天皇は小樽港より比叡に乗艦した。10月10日8時35分函館港着、同日16時に函館市発。10月12日9時35分に横須賀へ帰着して天皇は比叡を退艦し、3隻（比叡、時雨、白露）は特別任務を無事に終えた。
この北海道行幸後も白露型2隻（時雨、白露）は比叡と行動を共にした。1936年（昭和11年）10月29日、神戸沖で行われた昭和11年特別大演習観艦式（御召艦比叡、供奉艦鳥海、愛宕、足柄）に参加する。再び御召艦「比叡」の供奉艦となり、10月25日に神戸港に到着する。26日、昭和天皇は広島県江田島の海軍兵学校に行幸する事になり比叡から高雄型重巡洋艦2番艦愛宕に移乗、白露型2隻（時雨、白露）は引き続き供奉艦任務を務めた。
海軍兵学校行幸を終えて神戸に帰着すると御召艦は愛宕から比叡に戻り、29日の観艦式当日を迎える。観艦式終了後、白露型2隻（時雨、白露）は御召艦比叡と共に横須賀へ向かった。10月30日、横須賀着。11月1日、第9駆逐隊に編入され、12月1日に第一水雷戦隊所属となる。1937年（昭和12年）8月10日、大山事件によって上海方面の情勢が緊迫したため14時30分に第八戦隊（鬼怒、名取、由良）と第一水雷戦隊（川内、第二駆逐隊《村雨、夕立、春雨、五月雨》、第九駆逐隊《有明、夕暮、白露、時雨》、第二十一駆逐隊《初春・子日・初霜・若葉》）は現地陸戦隊への増援として佐世保で待機していた呉鎮守府第二特別陸戦隊及び佐世保鎮守府第一特別陸戦隊を伴って出撃。翌日に現地に到着し第三艦隊（旗艦：出雲）と合流。そのまま8月13日の第二次上海事変勃発に居合わせ、14日には上海沖の日本艦隊は中国軍機の対艦爆撃を受けた（中国空軍の上海爆撃 (1937年)）。第一水雷戦隊も川内及び以下の駆逐艦が艦砲射撃で陸戦隊の戦闘を支援した他、川内艦載機による防空任務や飛行場への爆撃を実施し、13日の事変勃発直後には有明、夕暮から爆破隊を派遣して浦東にかかる橋を破壊したこともあった。18日午後、陸戦隊の要望を受け夕暮、時雨が黄浦江に突入、滬江大学（現上海理工大学）付近の中国軍陣地を砲撃。22日第一水雷戦隊（第二十一駆逐隊欠）は呉淞沖から馬鞍群島沖へ移動、陸軍第11師団先遣隊を乗せた第一輸送部隊（霧島、青葉、衣笠、第9戦隊、大井、五十鈴、第二十四駆逐隊）と会合、打ち合わせの後妙高、青葉、衣笠に乗艦中の陸兵並びに第11師団司令部を川内と第9駆逐隊（有明、夕暮、白露、時雨）及び第24駆逐隊（海風、山風、江風、涼風）各艦に移乗、そのまま川内、多摩、大井、五十鈴、第9駆逐隊、第24駆逐隊は長江を遡上、途中呉淞砲台から砲撃を受けるも被害はなく川沙口23時50分に先行していた若葉、初春、輸送船4隻と会合したのち翌日午前3時55分に第9駆逐隊及び第24駆逐隊の駆逐艦7隻の照射艦砲射撃の支援の元川沙口への上陸作戦を開始、午前6時に作戦終了。12時30分川内、多摩、大井、第9駆逐隊、第24駆逐隊は五十鈴と若葉、初春を残して再び馬鞍群島沖へ移動、15時頃余山東方沖でそれぞれ徳島歩兵第43連隊1749名と松山歩兵第22連隊1948名を乗せた戦艦長門、陸奥と会合、歩兵第43連隊は大井、多摩、第24駆逐隊（海風、山風、江風）、有明に、歩兵第22連隊が川内、八重山、第2駆逐隊（村雨、夕立、五月雨）、第9駆逐隊（有明、時雨、白露）にそれぞれ移載。その後24日から25日にかけて川沙口において揚陸。その後由良、名取は呉淞沖に、川内、鬼怒は川沙口沖にそれぞれ警泊。第2、第9、第24各駆逐隊は川沙口部隊、護衛部隊、監視部隊の三隊に分かれて輪番交替して配備に就く。27日に時雨と白露は七口了において偽装上陸作戦と牽制砲撃を実施。10月初、第9駆逐隊は七口了上流方面陽動作戦（A作戦）に参加。11月時雨は杭州湾上陸作戦（H作戦）に参加。作戦は第一水雷戦隊が主隊となって行われ、時雨は白露とともに第三船団（輸送船36隻）の護衛・先導を務めた。
その後第一水雷戦隊は長江遡上作戦に参加。1938年（昭和13年）8月5日、武漢作戦を支援中に安徽省貴池において停泊していたところ敵野砲の砲撃を受けたため第九駆逐隊（有明、白露、時雨）と砲艦二見は反撃するも時雨が被弾。8月15日から9月15日にかけて毛山から安慶までの長江河岸の残存中国軍を掃蕩するM作戦が実施され、第2駆逐隊（村雨、夕立、春雨、五月雨）、第9駆逐隊（有明、夕暮、白露）第24駆逐隊（海風、山風、江風、涼風）が参加したが時雨は損傷のためか不参加
1938年（昭和13年）12月1日の段階で、白露から五月雨までの白露型各艦は横須賀鎮守府に在籍。さら初春型2隻・白露型2隻の計4隻（有明、夕暮、白露、時雨）で同鎮守府所属の第9駆逐隊を編制していた。だが同年12月15日、4隻は佐世保鎮守府へ転籍し、第9駆逐隊は第27駆逐隊と改名された。
1940年（昭和15年）9月、第一水雷戦隊（旗艦阿武隈）と第24駆逐隊、第27駆逐隊は第八戦隊（利根、筑摩）及び第二航空戦隊（空母蒼龍、飛龍）とともに北部仏印進駐（IC作戦）に輸送船団護衛として参加した。1940年11月15日に第一水雷戦隊は大幅に配置換えされ阿武隈と第二十七駆逐隊以外は入れ替わる。
1941年（昭和16年）1月21日、タイ・フランス領インドシナ紛争においてフランス側に対して停戦の圧力をかけるために対仏印威力顕示作戦（S作戦）が発動され、第二遣支艦隊（足柄、第五水雷戦隊他）に加えて第一水雷戦隊（阿武隈、第六駆逐隊《雷、電、響、暁》、第七駆逐隊《曙、潮、漣、朧》、第二十一駆逐隊《初春、子日、初霜、若葉》、第二十七駆逐隊《有明、夕暮、白露、時雨》）、第二航空戦隊（蒼龍、飛龍、第二十三駆逐隊）、第七航空戦隊（瑞穂、千歳）、第七戦隊（最上、三隅、鈴谷、熊野）が参加した。
開戦当初、白露型全10隻のうち8隻が第2駆逐隊（村雨、夕立、春雨、五月雨）と第24駆逐隊（海風、山風、江風、涼風）に所属し、1番艦白露と2番艦時雨のみ初春型駆逐艦2隻（有明、夕暮）と共に第27駆逐隊を編成していた。

### 太平洋戦争緒戦
太平洋戦争開戦時には第一艦隊・第一水雷戦隊・第27駆逐隊（第1小隊《白露、時雨》、第2小隊《有明、夕暮》）に属し、柱島泊地に所在していた。12月上旬、山本五十六連合艦隊司令長官が座乗する旗艦長門以下連合艦隊主力部隊（長門、陸奥、伊勢、日向、山城、扶桑、鳳翔）等の護衛艦として小笠原近海まで進出する。
1942年（昭和17年）1月15日、第27駆逐隊第1小隊（時雨、白露）は第九戦隊司令官岸福治少将の指揮下に入り、陸軍第二師団輸送船団の護衛を行う事になった。護衛部隊は第九戦隊（大井、北上）、第27駆逐隊第1小隊（白露、時雨）、第32駆逐隊（刈萱、芙蓉、朝顔）で構成されており、27駆1小隊は第二護衛隊であった。
1月18日、輸送船6隻と共に福岡県門司を出発。22日に台湾の基隆市に到着、27日出港し29日馬公市着、31日の高雄着をもって第九戦隊の指揮下を離れた。2月17日、第27駆逐隊1小隊（白露、時雨）は補充用の零式艦上戦闘機をフィリピンのミンダナオ島ダバオへ輸送する瑞鳳型航空母艦1番艦瑞鳳を護衛し横須賀を出港、3月2日に帰投した。
4月10日附で第五航空戦隊（瑞鶴、翔鶴。司令官原忠一少将）より駆逐艦2隻（陽炎型《秋雲》、吹雪型《朧》）が除かれ、4月18日より時雨以下第27駆逐隊は、五航戦の指揮下に入る。また五航戦もポートモレスビー攻略準備のため、空母祥鳳、第五戦隊、第7駆逐隊と共に南洋部隊に編入された。
翌日、第五航空戦隊はドーリットル空襲をおこなったアメリカ軍機動部隊（ホーネット、エンタープライズ）捕捉のため台湾の馬公より出撃するが、すぐにトラック泊地への回航を命じられた。
5月8日、第27駆逐隊（時雨《司令駆逐艦》、白露、有明、夕暮）は珊瑚海海戦に参加する。MO機動部隊（総指揮官高木武雄中将）は、本隊：第五戦隊（司令官高木武雄少将、妙高、羽黒）・第7駆逐隊第1小隊（潮、曙）、航空部隊（指揮官原忠一少将）：第五航空戦隊（司令官原忠一少将、瑞鶴、翔鶴）・第27駆逐隊、補給部隊：（輸送艦東邦丸）及び第六戦隊第2小隊（重巡衣笠、古鷹：5月7日MO機動部隊編入）という戦力で編制されていた。
5月8日、27駆有明はインディスペンサブル礁に不時着した翔鶴偵察機を救助するため、MO機動部隊から分離していた。護衛駆逐艦（時雨、白露、夕暮、曙、潮）は、重巡4隻（妙高、羽黒、衣笠、古鷹）と協力し、空母2隻（瑞鶴、翔鶴）を護衛してアメリカ軍機動部隊攻撃隊と交戦する。対空戦闘で翔鶴は大破炎上したが沈没には至らず、瑞鶴は無傷であった。3隻（空母《翔鶴》、駆逐艦《夕暮、漣》）は共に日本本土へ向かう。海戦後の本艦は不時着機の捜索に従事した。この海戦でMO機動部隊は米空母レキシントンを撃沈、ヨークタウンを損傷後退させてアメリカ軍機動部隊を撃退したものの、多くのパイロットと艦載機を失い燃料も不足、ポートモレスビー攻略作戦は中止された。
5月17日、第27駆逐隊はMO機動部隊の編制から外れ、同時に第五戦隊の内地回航護衛を命ぜられている。17日のトラック泊地出港直後、時雨は米潜水艦に対し砲撃と爆雷攻撃を行い、撃沈確実と報告している。22日、呉帰港。
なお珊瑚海海戦の戦闘詳報（戦訓）には『(ハ)駆逐艦ハ母艦1隻ニ就キ少ク共2隻、航空機ノ攻撃ニ策応夜戦ヲ行フ為ニハ母艦1隻ニ付4隻ヲ必要ト認ム。第一次攻撃飛行機収容特ニ多数不時着機ノ為ニハ1艦ニ2隻ハ是非控1ヲ要スルヲ以テナリ。尚機動部隊ニ随伴スベキ駆逐艦ハ是非共航続距離ノ大ナルモノナルヲ要シ翔鶴級ト同等ヲ欲スルモ、已ヲ得ザレバ18節ノ6000浬程度トシ随伴行動中母艦補給ノ時機迄1回ニテ足ル如クスルヲ要ス』とある。
6月上旬のミッドウェー海戦では主力部隊護衛部隊として中途まで出撃した。
6月25日、第27駆逐隊司令は吉村真武大佐（7月20日より軽巡龍田艦長。後日、軽巡矢矧初代艦長等を歴任）から瀬戸山安秀大佐に交代。
7月14日、艦隊の再編にともない第27駆逐隊は第四水雷戦隊（旗艦由良。司令官高間完少将）に編入され、白露型駆逐艦4隻で編制された第2駆逐隊（村雨、五月雨、夕立、春雨）、朝潮型駆逐艦3隻（朝雲、夏雲、峯雲）編制の第9駆逐隊と行動を共にする。

### ガダルカナル島の戦い
8月11日、呉を出港し南方へ進出するとマーシャル諸島で活動する。
8月17日にアメリカ軍によるマキン奇襲上陸があり、それ受けてトラックにあった第六根拠地隊連合陸戦隊が「時雨」、「白露」、「第三十六号哨戒艇」により増援としてマキンへ送られた。「時雨」と「白露」は8月18日にトラックを出撃し、8月21日にマキンに着いて陸戦隊を上陸させた。
ヤルート環礁を出撃した第27駆逐隊（時雨、白露、夕暮）は輸送船2隻を護衛してギルバート諸島・アパママ島へ向かい、9月2日に同島を無血占領した。
続いて27駆第1小隊（時雨、白露）と伊号第三十一潜水艦は、特別奇襲隊としてサンタクルーズ諸島・ヌデニ島のアメリカ軍飛行艇基地砲撃を命じられた。時雨、白露は9月9日にヤルートを出発し、12日夜ヌデニ島砲撃を敢行しようとするがアメリカ軍の警戒と暗雲のため湾内突入を断念、湾外より砲撃を実施した（時雨53発、白露39発、計92発）。結局、湾内にアメリカ軍はいなかった事が飛行偵察により判明した。15日に本隊へ合流。9月21日、各艦（由良、時雨、白露）は前進部隊（第二艦隊）から分離、22日ショートランド泊地に進出した。以後、ガダルカナル島輸送作戦（鼠輸送/東京急行）に10回従事した。
10月4日、第27駆逐隊司令瀬戸山安秀大佐（司令駆逐艦時雨）は駆逐艦4隻（時雨、白雪、吹雪、叢雲）をひきいてガ島輸送を実施した。
10月7日朝、水上機母艦日進と秋月型駆逐艦1番艦秋月による重火器輸送が実施されることになり、駆逐艦部隊（時雨、白雪、吹雪、叢雲、綾波）は護衛と輸送を兼ねて日進隊（日進、秋月）と共に出撃した。だが天候不良により第十一航空艦隊による直衛戦闘機派遣が取りやめられ、日進・秋月は下令によりショートランド泊地へ戻る。駆逐艦5隻（時雨、白雪、吹雪、叢雲、綾波）のみでガ島輸送を実施した。10月10日、駆逐艦3隻（時雨、白露、天霧）はガ島輸送を実施、揚陸時に装載艇2隻を喪失した。
10月11-12日、日本海軍はサボ島沖海戦において4隻（重巡《古鷹》、駆逐艦3隻《吹雪、叢雲、夏雲》）が沈没、重巡青葉が大破、第六戦隊司令官五藤存知少将戦死という敗北を喫した。10月12日午前2時、増援部隊（川内、由良、天霧、浦波、磯波、時雨、白露）はショートランド泊地を出撃し、損傷艦および日進隊救援のためガ島方面へ向かう。午前9時以降、時雨以下各艦は第六戦隊及び日進隊（衣笠、日進、千歳、秋月、綾波）と合流、午後2時にショートランド泊地に帰投した。なお第六戦隊を撃破して勝利したアメリカ艦隊も損傷・消耗してガ島海域から後退、この間隙をついて第三戦隊（司令官栗田健男少将/金剛、榛名）によるヘンダーソン基地艦砲射撃が実施された。
10月13日、輸送船6隻（笹子丸、埼戸丸、佐渡丸、九州丸、吾妻山丸、南海丸）と護衛艦（秋月《四水戦旗艦》、村雨、五月雨、夕立、春雨、時雨、白露、有明）による大規模輸送船団、増援部隊（川内《三水戦旗艦》、由良、朝雲、白雪、暁、雷）による『東京急行』、外南洋部隊（鳥海《第八艦隊旗艦》、衣笠、天霧、望月）によるヘンダーソン飛行場砲撃が実施される事になり、各隊はラバウルやショートランド泊地を出撃してガ島へ向かった。だが金剛・榛名・鳥海・衣笠による飛行場砲撃でもヘンダーソン飛行場の機能を破壊することが出来ず、15日朝以降の空襲により輸送隊は輸送船3隻（笹子丸、九州丸、吾妻山丸）を喪失し、16日-17日の空襲とアメリカ軍艦艇による艦砲射撃により揚陸した軍需品・資材・兵器のすべてを喪失した。
10月16日、連合艦隊は水上機母艦（日進、千歳、千代田）による輸送を止め、軽巡洋艦及び駆逐艦での輸送を下令、日本陸軍ガ島総攻撃前の最後の輸送作戦とした。これを受けて軽巡洋艦戦隊（川内、由良、龍田）と第四水雷戦隊（旗艦秋月）、同水雷戦隊第1小隊（第9駆逐隊《朝雲》、第11駆逐隊《白雪》、第6駆逐隊《暁、雷》）、第2小隊（第2駆逐隊《村雨、夕立、春雨、五月雨》）、第3小隊（第19駆逐隊《浦波、敷波、綾波》）、第4小隊（第27駆逐隊《時雨、白露、有明》）による輸送作戦（陸兵2159名、野砲6門、速射砲12門、軍需物資）が行われることになった。
10月17日午前2時-4時に各隊は漸次ショートランド泊地を出撃すると、20時40分〜22時にかけてガダルカナル島に到着し軽巡戦隊はエスペランス岬にて、水雷戦隊はタサファロング岬にて揚陸に成功した。またサボ島沖海戦で沈没した駆逐艦吹雪の乗組員8名を含む231名を救助した。各隊が揚陸を行う間、白露型2隻（村雨、時雨）は揚陸作戦中の哨戒を担当したのち、ヘンダーソン飛行場に対し艦砲射撃を行った（時雨の発射弾数100発）。帰途、由良がアメリカ潜水艦の雷撃により不発魚雷1本が命中するも増援部隊はそれ以上の被害を出すことなく10月18日9時30分にショートランド泊地に帰着した。
10月25日、陸軍第2回総攻撃に呼応して突撃隊（暁、雷、白露）、第二攻撃隊（秋月《旗艦》、由良、第2駆逐隊《村雨、五月雨、夕立、春雨》）がガダルカナル島砲撃に向かうが、アメリカ軍機の空襲により由良が沈没し秋月も中破、四水戦旗艦は村雨（のち朝雲）に変更された。この時の時雨は甲増援隊（敷設艦津軽、龍田、第27駆逐隊《時雨、有明》）に所属しており、由良の沈没を受けてガ島への増援輸送は中止された。陸軍総攻撃も失敗したものの、呼応して発生した南太平洋海戦で連合艦隊は勝利、戦局は一時的に日本軍有利に傾いた。
連合艦隊はガダルカナル島へ大規模な増援部隊を送り込むと同時に、最大の障害であるヘンダーソン飛行場を破壊すべく、再び戦艦による艦砲射撃を企図する。第十一戦隊（司令官阿部弘毅中将：戦艦比叡、霧島）を基幹とする挺身攻撃隊が編成され、第四水雷戦隊もその中に組み込まれた。総攻撃を前にして、増援部隊は軽巡洋艦と駆逐艦を投入しての鼠輸送（東京急行）を敢行する。
10月29日、第27駆逐隊（時雨、有明）によるガ島輸送を実施したがアメリカ軍機3・魚雷艇6隻に迎撃されて交戦状態となる（魚雷艇2隻撃沈を報告）。この揚陸作戦では、第十七軍参謀長と大前敏一外南洋部隊参謀と少量の物資を揚陸しただけに終わった。
11月1日夜、甲増援隊（朝雲《四水戦旗艦》、天龍、村雨、春雨、夕立、時雨、白露、有明、夕暮、白雪、暁、雷）、乙増援隊（満潮、浦波、敷波、綾波、望月）、第一攻撃隊（衣笠《三水戦司令官旗艦》、川内、天霧、初雪）は順次ショートランド泊地を出撃、ガ島へ向かう。11月2日夜、揚陸地点での悪天候により装載艇多数を喪失、物資も一部揚陸できなかったが、作戦はおおむね成功した。
11月4日深夜、甲増援隊（朝雲《旗艦》、村雨、春雨、夕立、時雨、白露、有明、夕暮、朝潮、満潮）、乙増援隊（浦波《三水戦旗艦》、敷波、綾波、白雪、望月、天龍）はショートランドを出撃、5日夜の揚陸作戦は成功し被害もなかった。本輸送作戦終了後、増援部隊指揮官橋本信太郎第三水雷戦隊司令官は旗艦を川内に変更、増援部隊指揮官の職務を第二水雷戦隊司令官田中頼三少将に引き継ぎ、川内以下三水戦各艦をひきいてトラック泊地へ戻った。
11月7日、第9駆逐隊司令佐藤康夫大佐指揮のもと、乙増援隊（朝雲《旗艦》、望月、村雨、夕立、時雨、白露、夕暮、朝潮、満潮）によるガ島輸送を実施することになり、第四水雷戦隊旗艦は一時的に軽巡天龍となった。乙増援隊の駆逐艦10隻は同日深夜にショートランド泊地を出撃、8日夜にガ島揚陸を成功させた。
本輸送作戦をもって第四水雷戦隊は外南洋部隊（第八艦隊）の指揮下を離れることになり、第十一戦隊（比叡、霧島）の護衛を命じられた。第27駆逐隊（有明欠）の任務は、第十一戦隊が飛行場砲撃を行う際のガダルカナル島〜ラッセル諸島間の警戒である。11月11日、第四水雷戦隊（朝雲、村雨、五月雨、夕立、春雨、時雨、白露、夕暮）はショートランド泊地を出撃し、洋上で挺身艦隊主力（比叡、霧島、長良、天津風、雪風、暁、雷、電、照月）と合同、ガダルカナル島へ向かった。しかし日本海軍の動向を察知していたアメリカ海軍は事前に艦隊を配置しており、日米両軍の間で第三次ソロモン海戦が生起した。
第27駆逐隊（時雨、白露、夕暮）は駆逐艦2隻（夕立、暁）が沈没した第一夜戦には参加しなかった。その後、避退する戦艦霧島に合流して同行していたが、第十戦隊司令官（長良）より命令があり、比叡救援のため反転した。先に到着していた陽炎型8番艦雪風（第16駆逐隊）、秋月型2番艦照月（第61駆逐隊）と共に、第一夜戦で損傷を受け行動不能となった挺身艦隊旗艦/戦艦「比叡」を護衛する。
日中、護衛艦艇はアメリカ軍機の攻撃により損傷を受けたが、深刻な損害を受けた艦はなかった。時雨は艦長負傷、3番砲旋回手下士官1名戦死、軽傷兵1、機銃掃射による若干の損傷を報告した。だが爆弾と魚雷命中により浸水の進んだ比叡は放棄せざるを得なくなった。比叡乗組員退去後、雪風に移乗していた挺身艦隊指揮官/第十一戦隊司令官阿部弘毅少将より「時雨」以下第27駆逐隊に比叡雷撃処分の命令が下った。雪風は各艦に魚雷2本を準備するよう通達。27駆司令艦時雨に処分が下令された直後、『処分待て』の通達があった。トラック泊地に停泊する戦艦大和／山本五十六連合艦隊司令長官より14時40分発電『比叡処分するな』の命令があった為である。その後第27駆逐隊司令部は、機銃掃射により誘爆の危険性があった魚雷4本を投棄したと報告している。結局、駆逐艦5隻（雪風、時雨、白露、夕暮、照月）は比叡を放棄して避退、その後同海域に戻ると比叡の艦影はなく、沈没したものと推定された。18日、27駆2隻（時雨、夕暮）と共にトラックに帰投し応急修理を受けた。しばらくトラック泊地にて待機した。
11月29日、第27駆逐隊での僚艦である白露はニューギニア方面でのブナ輸送作戦において空襲により大破したためトラック泊地に戻って修理を受けた。

### 輸送・護衛任務

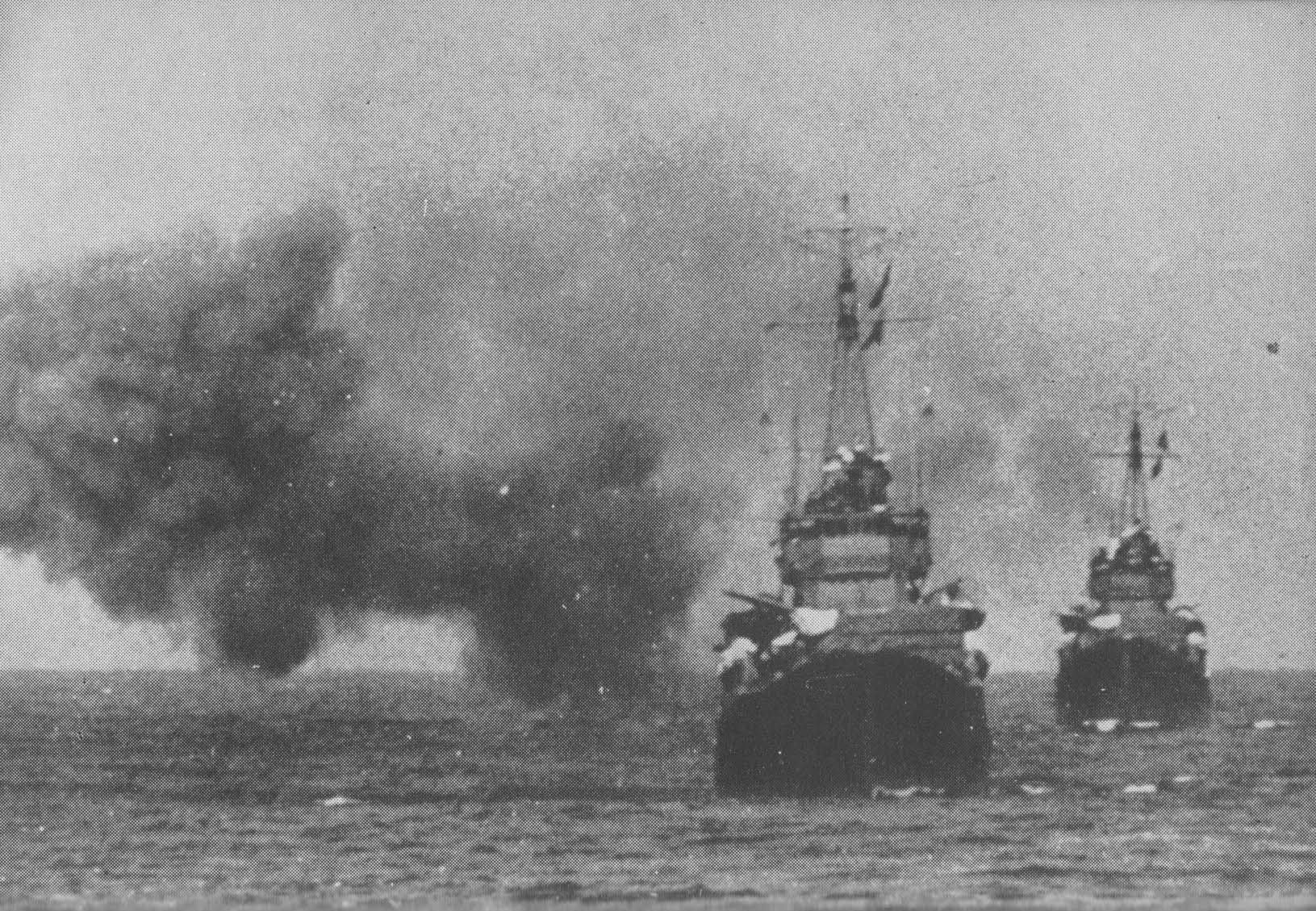
時雨と 五月雨（1943年10月7日）

1942年（昭和17年）12月10日、横須賀からトラック泊地へ輸送任務を行う空母龍鳳より第四水雷戦隊に対し、今後の護衛駆逐艦について問い合わせがあった。四水戦司令部は2隻（朝潮型《朝雲》、白露型《時雨》）を指定。
12月12日、龍鳳は陽炎型10番艦時津風（第16駆逐隊）と共にトラックへ向けて航行中、アメリカの潜水艦の雷撃により損傷して横須賀に引き返した。13日、四水戦2隻（朝雲、時雨）はトラック泊地を出撃、15日サイパン諸島北西で空母冲鷹、駆逐艦卯月と合流すると、18日にトラックへ帰投する。21日、冲鷹を護衛してトラックを発ち26日午後1時、横須賀に到着した。航海中の22日、海軍大臣より白露型駆逐艦及び初春型駆逐艦の毘式四十粍機銃を九六式二十五粍高角機銃に換装し、代償重量として予備魚雷2本を下すようにとの通達がなされた。
1943年（昭和18年）1月2日、3隻（空母《冲鷹》、駆逐艦《朝雲、時雨》）は横須賀を出港し8日にトラック着、その後は各地への輸送任務に従事した。
1月15日、「時雨」は第六師団の輸送である六号輸送のA船団（「帝洋丸」、「妙法丸」、「第一眞盛丸」）を護衛してトラックを出発。船団は1月20日にエレベンダ（ブイン沖）に着いたが、途中の1月19日にアメリカ潜水艦「ソードフィッシュ」の攻撃を受けて「妙法丸」を失っている。続いて「時雨」は1月21日からD船団（7隻または6隻、船名不詳）を護衛した。D船団は1月23日にエレベンダに、または1月24日にラバウルに到着している。
1月下旬、ガダルカナル島からの撤退作戦ケ号作戦に関し、警戒隊：重巡洋艦4隻（愛宕、高雄、羽黒、妙高）、戦艦2隻（金剛、榛名）、軽巡洋艦3隻（長良、神通、阿賀野）、空母2隻（隼鷹、瑞鳳）、駆逐艦6隻（朝雲、五月雨、時雨、陽炎、大波、敷波）として参加する。ケ号作戦実施部隊に編入された朝雲・五月雨を除き、アメリカ軍と交戦することなく2月9日になってトラックへ帰投。
2月15日、第三戦隊（金剛、榛名）と共にトラックを出発、20日に佐世保へ帰投すると船体整備を行う。
3月8日、山雲初代駆逐艦長・天津風初代駆逐艦長を務めた原為一大佐が第27駆逐隊司令として「時雨」に着任する。修理後、時雨は3月13日に佐世保を出発し、21日トラック着。
哨戒や輸送任務に従事した後、4月16日トラック発、21-25日横須賀滞在、大鷹型空母2隻（雲鷹、冲鷹）を護衛して30日にトラックへ戻る。
5月6日、長良より一時的に第四水雷戦隊旗艦任務を引き継ぐ。8-9日、時雨は内地へ向かう戦艦大和、第五戦隊、空母2隻（雲鷹、冲鷹）の前路対潜哨戒を行い、トラック泊地へ戻った。
5月17日、第27駆逐隊（時雨、有明）、第61駆逐隊（初月、凉月）、第24駆逐隊（海風）は、連合艦隊旗艦/戦艦武蔵・第三戦隊（金剛、榛名）・第八戦隊（利根、筑摩）・第二航空戦隊（飛鷹）を護衛して17日にトラック発、22日に横須賀到着。この時、武蔵には古賀峯一連合艦隊司令長官が座乗しており、さらに海軍甲事件（4月19日）で戦死した山本五十六元帥の遺骨が安置されていた。横須賀到着後、一旦木更津に移動したのち、第一航空戦隊（翔鶴、瑞鶴）、巡洋艦（最上、大淀）等と共に横須賀から西日本へと向かう。
6月2日、鹿児島にて第一航空戦隊基地物件を揚陸すると佐世保に向かい、同地で艦橋前部に機銃の増備を行うことになった（前年12月の命令に依る）。だが全工事を終わらせることが出来ず、部品のみを搭載して残工事は横須賀海軍工廠もしくはトラック泊地の工作艦明石で行うよう通達がなされた。佐世保から横須賀への移動中、「時雨」は潮岬沖で米潜水艦らしきものに爆雷34個を投射、概ね撃沈したものと報告した。
横須賀到着後、「時雨」は機関部の蒸気漏洩部の検査と修理を行う必要があり、第二航空戦隊（飛鷹）の護衛艦から外れた。
6月10日14時、3隻（空母《飛鷹》、駆逐艦《夕暮、有明》）は横須賀を出港したが、同日18時53分（出港から約5時間後）に米潜水艦の雷撃で「飛鷹」は大破、軽巡五十鈴に曳航され横須賀へ戻った。
6月16日、修理を終えた時雨は第三戦隊（金剛、榛名）、第七戦隊（熊野、鈴谷）、第二航空戦隊（龍鳳）、駆逐艦部隊（第16駆逐隊《雪風》、第17駆逐隊《浜風、谷風》、第24駆逐隊《涼風》、夕雲型《清波》、秋月型《新月》）等と共に横須賀を出港、21日トラック泊地に到着した。
トラック到着と同時に陽炎型2隻（雪風、浜風）が一時的に第四水雷戦隊の指揮下に入り、本艦と共にナウル島輸送任務を担当する。24日、第三次輸送隊（時雨、駆潜艇/ch28号、秋葉山丸）はトラックを出港。航海中の27日、トラックへ帰還中の3隻（長良、雪風、浜風）とすれ違う。29日ナウル島着。輸送任務を終えてトラック泊地へ向かった。帰途、B-24の爆撃を受けたが被害はなく、7月3日に帰投した。
7月1日、第2駆逐隊は解隊。第四水雷戦隊（旗艦長良）は第27駆逐隊が1番隊、五月雨が四水戦2番隊という区分となる。その後、2隻（長良、時雨）は第二航空戦隊飛行隊要員（隼鷹、龍鳳）のマーシャル諸島撤収ならびにラバウル輸送任務に従事した。
11日、軽巡長良と共にマーシャル諸島ルオットから第二航空戦隊(隼鷹、龍鳳）の飛行隊要員を撤収させた。トラック泊地に向かう途中の13日、爆雷12個を投下した。長良と共にニューギニア島カビエンに向かったが、長良が触雷したため17日に単艦でブカに輸送した。ラバウルで長良、軽巡夕張、有明と合流し、19日にトラックに帰投。同日、第27駆逐隊は第二水雷戦隊に編入した

### ソロモン海の戦い
23日、有明と共にトラックを出発、25日にラバウルに着いた。その日に駆逐艦萩風・嵐とサンタイサベル島レカタ、31日-８月1日は護衛の駆逐艦天霧を加えてブイン及びコロンバンガラ島に輸送し魚雷艇と交戦、天霧がジョン・F・ケネディが艇長の魚雷艇を沈めるなどして撃退した（詳細は天霧参照）。有明はニューブリテン島へ輸送作戦中の7月28日に空襲で沈没した。時雨は萩風、嵐、江風によるコロンバンガラ島輸送を護衛したが、6日夜に米第31.2任務群の駆逐艦6隻からレーダー探知下での奇襲雷撃を受け、3隻が沈没した（ベラ湾夜戦)。警戒艦でありながら艦隊最後尾にいた時雨は面舵で雷撃を避け、魚雷8本を撃って戦場を退避。次発装填後に戻ったが「状況極めて不利」と判断し、沈没艦の乗員や増援部隊の救助を陸上部隊に依頼して自身は救助は行わず、川内と合流してラバウルに帰投した。時雨は米駆逐艦1隻大破を報告したが、実際には戦果はなかった。また増援部隊940名は殆どが溺死し、輸送作戦は完全に失敗した。
米軍は15日、ベララベラ島に上陸した。17日、漣、磯風、浜風と共にラバウルを出港し、ベララベラ島北東で輸送部隊（陸軍兵約290名、海軍兵約130名）と合流した。22日夜に浜風の電探が米艦隊を探知、夜間爆撃を避けるために散開した時に米第41駆逐群の駆逐艦4隻と遭遇し、第一次ベララベラ海戦が勃発した。日本側は2回にわたって魚雷発射を行い、23時40分には戦闘を打ち切ってラバウルへ向かった。日本は時雨が巡洋艦または大型駆逐艦撃沈と報告したが、米側に損害はなかった。揚陸は一部を除いて成功した。続いて時雨など4隻はレカタ撤退とブイン転進作戦（E作戦）に参加。22日はいったん撤退したが、25日からの第2次作戦では川内、駆逐艦漣・松風を陽動として時雨、浜風、磯風で陸戦隊を収容、ラバウルへ撤退した。30日-9月1日には松風・磯風と共にツルブに三度輸送。9月20-21日には松風とブカ島へ輸送した。10月1日、五月雨が第27駆逐隊に編入した。
9月28日、五月雨、磯風と共にコロンバンガラ島からブーゲンビル島に陸戦隊を転戦させる「セ号作戦」で第一次作戦の夜襲作戦隊として参加した。輸送は成功したが、米駆逐艦隊の襲撃で大発動艇に損害が出た。10月1日夜に望月を加えて第二次作戦を実行したが、空襲を受けた上に大発動艇の輸送部隊に米駆逐艦6隻（ウォーラー、イートン、コニイ、ラルフ・タルボット、テイラー、テリィ）と魚雷艇が入り乱れ、十分な擁護ができなかった。支援に出撃した駆逐艦9隻に揚塔し3日夜にラバウルに帰投。2回の作戦で12000人の将兵を脱出させた。
続いてベララベラ島の守備隊をブインへ撤収させることになり、6日早朝に駆逐艦6隻（秋雲、風雲、夕雲、磯風、時雨、五月雨）でラバウルを出撃した。同日深夜に米第4駆逐部隊（セルフリッジ、シュバリエ、オバノン）と遭遇し第二次ベララベラ海戦が生起した。日本軍は夕雲が沈没、米軍はシュバリエが沈没・セルフリッジ、オバノンが大破したが、約600名の撤収に成功した。8日、五月雨とニューブリテン島ツルブへ輸送を行った。帰路に湾外で米魚雷艇部隊の襲撃を受けたが撃退し、時雨の砲撃で魚雷艇1隻が転覆した。24日、五月雨、白露とニューブリテン島イボキに輸送、時雨は爆撃で損傷した。
11月1日に米軍がブーゲンビル島に上陸し、重巡妙高・羽黒、川内、駆逐艦5隻（文月、水無月、時雨、五月雨、白露）が出動したが米艦隊を発見できず、ラバウルへ帰投した。日本軍は同島への逆上陸作戦を計画し、大森仙太郎少将が主隊（妙高、羽黒）、第一警戒隊（川内、時雨、五月雨、白露）、第二警戒隊（軽巡洋艦阿賀野、駆逐艦（長波、初風、若月））を率いる襲撃部隊が編制された。逆上陸は中止となったが、襲撃部隊は米輸送船団を攻撃するため同島に向かい、2日未明に米第39任務部隊と遭遇した。
「時雨」の見張りが艦影4つを発見し、0時45分に「時雨」は敵発見を報じた。続いて「川内」でも敵を確認し、戦闘が始まった。「時雨」は魚雷8本を発射後、「川内」と衝突しかけた。その後「川内」は被弾、航行不能となり、「川内」の第三水雷戦隊司令官伊集院少将より「時雨」は「川内」の元へ近寄れとの電報が届いたが、原司令は今行けば「時雨」も撃沈されるとして応じなかった。「時雨」は単独で攻撃の機会をうかがっていたが、単独では危険であり、また味方の妨害にもなるとの判断から1時45分頃に「妙高」、「羽黒」と合流し、その後避退。9時17分に「妙高」、「羽黒」、「時雨」などはラバウルに帰投した。
この海戦で川内と初風が沈没、羽黒、白露、五月雨が損傷した。ラバウルに帰投した第27駆逐隊3隻の戦果は大型駆逐艦2隻撃沈と認定されたが、米側の雷撃による被害は駆逐艦フートの艦尾大破にとどまった。
11月5日、ラバウルは米第38任務部隊の空襲を受け、第二艦隊の旗艦愛宕など巡洋艦が多数損傷した（ラバウル空襲）。時雨は撃墜7機を報告した。6日、軽巡夕張と共にブカ島に輸送。時雨の舵が故障したが輸送は成功した。8日、輸送船御嶽山丸、東京丸を護衛しラバウルを出港した。空襲を受けたが、時雨は回避運動の代わりに直進して攻撃の裏をかいた。10日、東京丸が米潜水艦スキャンプの雷撃を受け航行不能になった。時雨は東京丸の救難を行った後、救援の駆逐艦初月と交代し11日にトラックに到着した。12日、時雨と白露は第五戦隊（妙高、羽黒）を護衛してトラックを出港、17日に佐世保に到着した。30日、第27駆逐隊（時雨、白露、五月雨）に春雨が編入し4隻体制となった。時雨の奮闘は昭和天皇に報告された。
12月13日、艦長に西野繁少佐が就いた。18日に修理が完了すると呉に移動し、妙高、羽黒、利根、白露と共にトラック泊地に陸軍兵と物資を輸送する戊号輸送作戦に参加した。22日に時雨の機関部に異状が発生し、他の4隻は23日に出港した。時雨は24日に出発し合流したが同日夜に漁船と衝突し、呉に引き返した。修理は1日で完了した。29日、駆逐隊司令は白濱政七大佐に交代した。同日、燧灘で春雨が合流した。時雨と春雨、 駆逐艦沖波・朝霜は戦艦山城を護衛して呉を出発、31日に横須賀に到着した。

### 昭和19年前半
1944年（昭和19年）1月3日、時雨と春雨は給糧艦伊良湖を護衛して横須賀からトラック泊地に向かった。19日、油送任務のため春雨と共にタンカー富士山丸と神国丸を護衛してボルネオ島パリクパパンに向かい、途中で潜水艦を撃沈確実と報告した。帰路は天城丸を加えたタンカー3隻を護衛し、2月13日に米潜水艦パーミットに爆雷攻撃し撤収させた。14日にトラック泊地に戻った。
2月17日、トラック泊地は空母9隻などを擁する米第50任務部隊の大規模な襲撃を受けた。時雨と春雨は警報を受けて早朝に緊急出港し外洋に出たが米軍機約45機が襲来、魚雷発射管や主砲、機関を損傷し66名が死傷した。24日にパラオに避退し、妙高に横付けして応急修理を受けた。3月中旬に佐世保に帰投し4月12日まで修理した。
5月に佐伯港から南方に出発、ビアク島輸送作戦(渾作戦)に参加した。時雨はソロンで陸戦隊207人を乗せ敷波、浦波と共に輸送隊となり、護衛する白露、春雨、五月雨と共に6月8日未明に出発。昼にB-25爆撃機とP-38戦闘機の攻撃を受け春雨が沈没して白濱司令が戦死、時雨は１名が負傷しB-25撃墜4機と報告した。
同日夜に単縦陣最後尾で航行中に米重巡1、軽巡2、駆逐艦14に遭遇。時雨は砲撃で応戦、魚雷8本を発射、砲撃を巡洋艦1隻に命中させたと報告したが、米艦隊の損害はなかった。一番砲塔、2番機銃座、船体に被弾し戦死者7名、重軽傷者15を出した。船体を貫通した6インチ砲弾は不発だった。10日にサワラナ島に到着し陸兵を敷波に移し、重巡青葉、軽巡鬼怒と共に11日にハルマヘラ島バチアン泊地へ移動、応急修理した後に白露と共に12日にダバオに入港した。

### マリアナ沖海戦
6月13日、小沢機動部隊から第一補給部隊の護衛を命じられた。14日、駆逐艦5隻（浜風、響、秋霜、時雨、白露）は補給部隊のタンカー3隻（日栄丸、国洋丸、清洋丸）を護衛してダバオを出港した。15日、白露が清洋丸と衝突して沈没した。16日午後に小沢機動部隊本隊と合同した。17日、機動部隊乙部隊に編入しマリアナ沖海戦に参加した（編制はマリアナ沖海戦参照）。20日夕に艦隊が空襲を受け、時雨は龍鳳の護衛に就いた。爆撃を回避し龍鳳に向かうTBFアベンジャーを砲撃して阻止、さらに魚雷2本を艦尾至近距離で回避した。空襲終了後、飛鷹の救援に向かったが、飛鷹は沈没した。
燃料が少なくなった時雨と浜風、秋霜、早霜、満潮は主力艦艇より先に沖縄・中城湾へ向かい、23日朝に到着した。午後、満潮に代わり五月雨、第七戦隊（熊野、鈴谷、利根、筑摩）と共に出港。豊後水道で他艦と分かれ五月雨と共に佐世保に向かい、戦艦榛名を護衛して25日に到着した。修理とレーダーの工事を行った。30日、大高一太郎大佐が駆逐隊司令に着任した。7月4日に呉に回航し、第七戦隊の重巡4隻を護衛し中城湾に寄港。第一戦隊（戦艦大和・武蔵）を直衛し16日にリンガ泊地に着いた。8月１日、五月雨と共にシンガポールに移った。18日-19日、大和に横付けして暴風雨時の損傷を修理した。
8月7日、時雨と五月雨は第十六戦隊（青葉、鬼怒、駆逐艦浦波）の指揮下に入り、パラオからセブ島に邦人を移送する緊急任務に就いた。11日にマニラに到着、15日に出港し、途中でセブ島に向かう青葉、浦波と分かれ、鬼怒、五月雨と共にパラオに向かった。18日未明に五月雨がパラオ近海で座礁損傷し、鬼怒と時雨は五月雨を残してパラオに到着。座礁現場で五月雨を救援した後、セブ島に向かった。
同日、軽巡名取がサマール島沖にて米潜水艦の雷撃で撃沈された。鬼怒と時雨、浦波、駆逐艦竹が救助に向かったが発見できず、時雨は22日にセブ島に到着。
第十六戦隊の指揮下を離れ、25日にマニラに戻った。コロン島コロン湾を偵察した後、30日にリンガ泊地に回航した。9月中はリンガ泊地やシンガポールで訓練や整備を行った。

### レイテ沖海戦
1944年（昭和19年）10月10日、第27駆逐隊は解隊された。
10月下旬の捷一号作戦に、時雨は西村祥治中将の第一遊撃部隊第三部隊に所属していた（編制はレイテ沖海戦参照）。時雨は21日にブルネイ湾に到着。西野艦長は戦艦山城に赴き西村中将から作戦の説明を受けた。22日午後、艦隊はブルネイを出撃した。
24日、米軍機動部隊攻撃隊27機に空襲された。艦隊は山城を中心とした輪形陣で、左舷にいた時雨は機銃掃射とロケット弾攻撃を受け、一番砲塔に命中弾があった。日没後、米軍が配備した魚雷艇39隻が艦隊を襲撃したが、重巡最上、駆逐艦山雲・朝雲が掃討し、時雨は扶桑・山城を護衛して後方を進んだ。時雨は魚雷艇PT152に主砲弾1発を命中させ、襲撃を撃退した。部隊は再び合流した。
10月25日1時35分、艦隊はスリガオ海峡突入に向けた陣形を形成、時雨は山城左75度1.5kmに位置した。2時56分、時雨は右前方に複数の駆逐艦を発見した。西村中将は探照灯による照射攻撃を命じ、時雨の後に山城、扶桑、最上が続いた。しかし米軍は煙幕を展開してレーダーで雷撃し、先行していた満潮と山雲が沈没、扶桑と朝雲が大破した。時雨は艦底を魚雷が通過し被雷は免れたが、僚艦を見失った。被雷した扶桑を捜索して山城（扶桑と誤認）と最上を発見、両艦の前に出るため反転し北進したが、米戦艦6隻、巡洋艦8隻の攻撃を受けて山城が沈没、最上も大火災となった。
時雨は8インチ砲弾1発が艦後部に命中し燃料タンクを貫通したが不発だった。至近弾で浮いた船体が海面に落下した衝撃でジャイロコンパスや無線機が壊れ、船体に亀裂や破孔が生じた。戦場の離脱を図ったが4時25分に操舵不能で漂流状態になった。北上する第二遊撃部隊(志摩清英中将）と遭遇し、合流を指示されたが舵の故障を伝えて応急修理を続けた。5時30分に操舵が復活し、南下して退避を続けた。
- 時雨は第二遊撃部隊が後続していること知らず、那智に『ワレ、シグレ、ナニカ』と信号を送った。「ワレ那智」「那智ノ後ニ就ケ」と返信されたが、舵の故障を伝え南下を続けた。西野艦長は戦後「第二遊撃部隊が後に続いている事を知らなかった。志摩艦隊に続行しなかったのは、志摩長官の指揮下になかったからだ。志摩長官は西村艦隊の戦闘をよくわかっていると思った。炎上中の扶桑や最上や本艦を見れば状況は明らかだから、特に通報しなかった」と回想している[223][224][225][226]。

10時18分、時雨は栗田健男第一遊撃部隊指揮官に対し、第三部隊が単艦になったことを打電した。一旦コロン湾に向かうが、B-24に攻撃されたためブルネイに向かい、27日午後5時に入港した。一連の戦闘で時雨は主砲計241発（通常弾88発、三式弾36発、時限弾117発）、機銃7930発を発射し、戦死2名・重軽傷18名を出した。
10月31日朝、特設運送船(給油船)の雄鳳丸と萬栄丸、海軍配当船の八鉱丸、給糧艦早埼を海防艦2隻（千振、第19号）、第34号駆潜艇と共に護衛してブルネイを出港し、同日夜にボルネオ島ミリに到着した。11月6日、重油を搭載した萬栄丸を千振・第19号と共に護衛し、マニラへ向かった。8日未明、米潜水艦3隻（グロウラー、ハードヘッド、ヘイク）に捕捉された。日本側は潜水艦を感知して時雨と千振、第19号が爆雷攻撃を行い、午前3時頃にグロウラーを撃沈したが、3時59分にハードヘッドの魚雷4本が萬栄丸に命中、沈没した。海防艦2隻はミリに反転し、時雨はマニラに入港した。
内地で本格的な修理を受けることになった時雨は12日、輸送作戦でマニラに入港した空母隼鷹、駆逐艦夕月・卯月、とレイテ沖海戦で損傷した重巡利根を護衛し、マニラを出港した。マニラ湾の日本海軍艦艇は、翌13日に米機動部隊の空襲を受けて壊滅的な被害を受けたが、時雨は難を逃れた。艦隊は15日に米潜水艦バーブに雷撃されたが、命中しなかった。同日、時雨は第1水雷戦隊・第21駆逐隊（初霜）に編入された。時雨は16日に佐世保に入港し、修理に入った。20日、第一水雷戦隊は解隊され、第二水雷戦隊に編入した。
12月12日に修理が完成し、14日に呉へ移動した。17日、時雨は第52駆逐隊（檜、樅）と共に、陸兵や特攻機桜花等を輸送する空母雲龍をマニラまで護衛する任務に就いた。19日夕、宮古島近海で雲龍が米潜水艦レッドフィッシュの雷撃を受け沈没した。対潜戦闘の後、時雨は舵が故障し、22日に佐世保に帰投したため、礼号作戦に参加できなかった。27日に修理が完了すると門司に回航し、シンガポールに向かうヒ87船団護衛の任務に就いた。

### 沈没
時雨はカムラン湾まで船団を護衛し、東南アジアで活動する第二水雷戦隊に合流する計画だった。しかし当初護衛を予定していた軽巡矢矧が乗員訓練を理由に外れ、駆逐艦雪風が機関故障で直前に離脱した。このため護衛の駆逐艦は時雨、浜風、磯風の3隻に減った。船団には台湾まで桜花を輸送する空母龍鳳も同行した。
船団は12月31日に山口県の六連島を出発し、朝鮮半島西岸から黄海を経て大陸沿岸を南下した。空襲を避けるため舟山群島に退避しながら進んだが、1945年（昭和20年）1月7日に米潜水艦の雷撃でタンカー宗像丸が損傷した。時雨など駆逐艦3隻は先に龍鳳を基隆まで護衛した後、船団に合流した。8日、浜風がタンカー海邦丸と衝突して馬公に回航。同日夜に高雄市に到着し、磯風が別の船団護衛で本土に戻るため、護衛の駆逐艦は時雨1隻となった。
時雨と船団は10日に出発。15-16日に香港で空襲を受け、特務艦神威が大破、タンカー4隻が沈没した。全滅の危険を避けるため船団は二分され、時雨は海防艦干珠・三宅・海防艦13号と共にタンカーさらわく丸の護衛するA船団となり、17日に香港を出発。19日に海南島で第7護衛船団司令部を降ろし20日に出港、シンガポールに向かった。
A船団は22日に米哨戒機に発見された。24日午前7時前、さらわく丸の左舷1.5kmを12ノットで航行中の時雨は左4460mに潜水艦の電探反応を認めた。さらに7時3分に『肉眼で確認した敵潜水艦』を目標に、面舵をとった。しかし米潜水艦はブラックフィンとベスゴの2隻がおり、電探で捕捉した艦首方向のブラックフィンと目視した潜水艦を混同したため、転舵がブラックフィンに格好の射点を与えた。4分、時雨は左30度に魚雷を発見し面舵をとり、この魚雷は艦尾をかすめた。1分後、4本確認された魚雷中1本が左舷後部に命中した。船体が急激に傾斜し、10分に総員退去。艦は中央部で二分し7時15分に沈没した。沈没海域は北緯06度00分 東経103度45分 / 北緯6.000度 東経103.750度。戦死者は准士官以上2名（内1名便乗者）・下士官兵36名、重傷者は下士官兵8名、軽傷者は下士官兵9名。この海域は米潜水艦が跳梁しシンガポール方面の日本軍は航行を避けていたが、船団に伝わっていなかったという。
三宅によれば、船団最後尾にいた時雨は潜水艦攻撃のため反転したあと消息を絶ち、後を追うと既に沈没していたという。海防艦13号と三宅が乗員の救助にあたった。時雨の戦闘詳報は、艦隊の護衛艦は「万一ノ際人的資源ノ無為損耗極減ノ為此等ノ處置ヲ取リ置クハ至當」として自艦や僚艦の沈没に備えた救難用具を常備するよう記した。
3月10日、帝国駆逐艦籍から除籍された。時雨の沈没で白露型駆逐艦全10隻は喪失した。

### 現在の時雨
時雨の船体はマレー半島コタバルの東方150km地点付近、水深55mの地点で沈んでいる。ダイビングスポットになっているほか、地元漁師にとっては漁礁代わりになっており漁網でカバーされている。艦体は2つに分断されており、艦首側は右舷側に横転し、艦尾側は艦首側から10mほど離れた場所で正立した状態で沈んでいる。艦首側は海底に叩きつけられたのか酷く損傷しているものの艦尾側は原型をとどめている。

## 機銃増備の状況

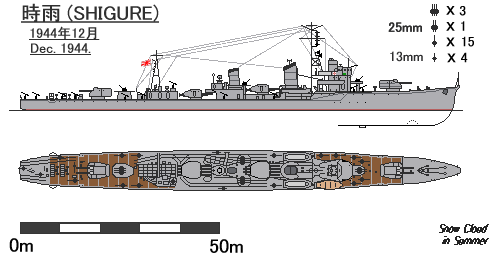
1944年12月の時雨艦型図

『日本駆逐艦物語』によると戦没約1月前の機銃の状況は、25mm3連装3基、同連装1基、同単装15基、13mm単装4基。後部2番単装主砲は撤去、前部右舷の予備魚雷格納函も撤去され、短艇の一部も陸揚げされていた。水測兵器は九三式水中聴音機と探信儀を装備し、探信儀には水流覆いが着けられていた。また前マストに22号電探と13号電探を1基ずつ装備していた。

## 歴代艦長
※『艦長たちの軍艦史』303-304頁による。

### 艤装員長
1. 杉野修一 少佐：1935年8月26日 -

### 艦長
1. 杉野修一 少佐：1936年9月7日 - 1936年12月1日
2. 横井稔 少佐：1936年12月1日 - 1938年12月15日[249]
3. 緒方友兄 少佐：1938年12月15日 - 1939年3月20日[250]
4. （兼）浜中脩一 少佐：1939年3月20日[250] - 1939年4月1日[251]
5. 金田清之 少佐：1939年4月1日 - 1941年9月1日[252]
6. 瀬尾昇 少佐：1941年9月1日 -
7. 山上亀三雄 少佐：1942年11月20日 -
8. 西野繁 少佐：1943年12月8日 -
9. 荻原学 少佐：1944年12月1日 -

## 時雨のプラスチックモデルキット
- 1/700 特シリーズNo.81日本海軍駆逐艦 白露型 時雨・五月雨（フジミ模型）　2013年6月14日発売
- 1/700 日本海軍駆逐艦 時雨 入渠セット（ピットロード）　2013年12月20日発売
- 1/700 特シリーズ SPOT No.39 日本海軍駆逐艦 時雨・雪風 幸運艦セット（フジミ模型）　2014年7月26日発売
- 1/700 特シリーズ No.98 日本海軍駆逐艦 時雨・雪風 幸運艦セット（フジミ模型）　2017年9月発売